# Manikapur
Manikapur (nepalski: मनिकापुर) – gaun wikas samiti w zachodniej części Nepalu w strefie Bheri w dystrykcie Banke. Według nepalskiego spisu powszechnego z 2001 roku liczył on 1552 gospodarstw domowych i 7859 mieszkańców (3846 kobiet i 4013 mężczyzn).